# Elsterbach (Rhein)
Der Elsterbach ist ein gut neun Kilometer langer, nordnordwestlicher und rechter Zufluss des Rheins im Rheingau.

## Geographie

### Verlauf
Der Elsterbach hat seinen Ursprung wenige 100 m nördlich des Geisenheimer Stadtteils Stephanshausen an einem bewaldeten Südhang des Rheingaugebirges auf ca. 400 m Höhe. Er fließt in südlicher Richtung durch den Ortskern von Stephanshausen, bevor er wieder im Wald verschwindet, wo er noch durch einen rechten Zufluss, den Grundscheidbach, gespeist wird.
Später öffnet sich die Talsohle zu einer engen Lichtung und führt den Bach durch die Klosteranlage von Marienthal. Unmittelbar südlich der Wallfahrtsstätte quert der Elsterbach die Kreisstraße 984 und biegt Richtung Südosten in den Wald ein.
Am von der Kreisstraße begleiteten Bachlauf entlang stehen etliche ehemalige Mühlen, von denen einige heute als Ausflugslokale dienen, bis er auf die ersten Weinberge trifft und den Stadtteil Johannisberger Grund erreicht. Danach verlässt der Bach das Geisenheimer Gebiet und fließt wieder durch Weinberge vorbei an der Johannisberger Klause bis nach Winkel. Dort unterquert er die Bahnstrecke Koblenz-Wiesbaden, danach die Hauptstraße des Ortes und schließlich die Bundesstraße 42, bevor er in den Rhein mündet.

### Zuflüsse
- Grundscheidbach (rechts), 2,4 km
- Klingelgraben (links), 0,3 km
- Schafgraben (links), 1,9 km